# Fernand Vaquer
Fernand Vaquer   (la Torre d'Elna, 22 de juny de 1889 - Tresserra, 17 de setembre de 1979) (anomenat El Mariscal) fou un jugador francès de rugbi a 15.
D'1,75 m d'alt i 82 kg de pes, havia ocupat el lloc de segon o de Posicions del rugbi a 15#Tercera_línia_centre, a selecció nacional i a l'USAP. Va formar part del primer equip de França a acabar segon d'un torneig de les cinc nacions, el 1921, sota el capitanat de René Crabos. Va ser també entrenador del seu club.
Un carrer del barri de Malloles, de Perpinyà, porta actualment el seu nom, i igualment una tribuna de l'estadi de l'USAP, l'estadi Aimé Giral.

## Palmarès
- 3 seleccions en equip de França A, de 1921 a 1922
- Campió de França el 1921, per al segon títol del club, sota el capitanat de Joseph Pascot
- Campió del Rosselló el 1921